# Гайдн, Иоганн Михаэль
Иоганн Михаэль Гайдн (нем. Johann Michael Haydn; 14 или 15 сентября 1737, Рорау — 10 августа 1806, Зальцбург) — австрийский композитор и органист. Младший брат композитора Йозефа Гайдна.

## Биография
Иоганн Михаэль Гайдн родился в деревне Рорау (ныне — в земле Нижняя Австрия). Его отец, Матиас Гайдн, был музыкантом-фольклористом, а мать — придворной кухаркой в замке местного аристократа. Отец способствовал тому, чтоб оба брата учились пению. Согласно некоторым источникам, Гайдн с 1745 года был певчим в капелле собора св. Стефана в Вене, которую покинул в 1754 году. С 1757 года был капельмейстером при дворе епископа в Ораде (Румыния).
С 1763 года Гайдн замещал Леопольда Моцарта на должности концертмейстера и придворного органиста (в 1781 году, после переезда Вольфганга Моцарта в Вену) в капелле архиепископа Зальцбургского. Леопольд Моцарт относился к Гайдну неприязненно. Впоследствии сослуживцем Гайдна был Вольфганг Амадей Моцарт, который, в отличие от отца, дружественно относился к Гайдну.
Благодаря своим выдающимся исполнительским данным, Гайдн в 1777 году занял место органиста церкви св. Троицы. С 1804 года — член Шведской музыкальной академии. Позже занимался преподаванием, среди его учеников числятся Карл Мария фон Вебер, И. Вёльфль, Антон Диабелли.
Скончался 10 августа 1806 года в Зальцбурге. Похоронен в Зальцбурге на древнем кладбище св. Петра (там же могила Наннерль, сестры Моцарта). В Кафедральном соборе Зальцбурга меморильная доска М. Гайдну.
Изображен на австрийской почтовой марке 1987 года.

## Творчество
Наиболее выдающиеся произведения Гайдна — духовные сочинения. В них он удачно сочетал традиции строгого стиля и достижения венской классической школы. Был плодовитым автором инструментальной музыки. Произведения Гайдна, предназначенные для любительского музицирования (в том числе вокальные квартеты для мужских голосов), возникли в связи с его обращением к немецким текстам. Его реквием c-moll (1771) оказал влияние на Моцарта, когда тот писал свой реквием.

### Сочинения
- Оперы

«Андромеда и Персей» (1787)
- 46 симфоний, одна из них длительное время ошибочно приписывалась В. А. Моцарту, который вставил в неё только тему вступления к I части.
- 12 концертов
- 3 балета
- 20 менуэтов и танцев
- 15 маршей
- 40 месс (32 — на латинском, 8 — на немецком)
- 19 сочинений для клавира
- 3 реквиема (один не окончен)
- 7 квинтетов
- 9 струнных квартетов и 2 квартета с духовными инструментами
- 4 дуэта для альта и скрипки
- 5 кантат
- 16 гимнов
- 50 прелюдий для органа

и др.